# Karabinek AK-107
AK-107 – rosyjski karabinek automatyczny opracowany w zakładach Iżmasz w latach 90. XX wieku.
AK-107 stanowi połączenie konstrukcji AK-74 z systemem redukującym odrzut z AEK-971 (projektu Sergieja Kokszarowa).

## Wersje
- AK-107 - karabinek automatyczny zasilany amunicją 5,45 × 39 mm.
- AK-108 - karabinek automatyczny zasilany amunicją 5,56 × 45 mm NATO.
- AK-109 - karabinek automatyczny zasilany amunicją 7,62 × 39 mm.